# Такуја Јамада
Такуја Јамада (јап. 山田 卓也; 24. август 1974) бивши је јапански фудбалер.

## Каријера
Током каријере је играо за Токио Верди, Серезо Осака, Јокохама, Саган Тосу и многе друге клубове.

## Репрезентација
За репрезентацију Јапана дебитовао је 2003. године. За тај тим је одиграо 4 утакмице.

## Статистика
| Јапан  | Јапан   | Јапан  |
| Година | Наступи | Голови |
| ------ | ------- | ------ |
| 2003.  | 3       | 0      |
| 2004.  | 1       | 0      |
| Укупно | 4       | 0      |